# 대한민국 제9대 국회의원 선거
대한민국 제9대 국회의원 선거는 6년 임기의 제9대 국회의원을 뽑는 선거로 1973년 2월 27일에 치러졌다. 각 지역구에서 1구 2인의 국회의원을 뽑는 중선거구제를 통한 직접선거로 146명을 선출하였다. 간접선거로 선출된 유신정우회 소속 73명을 포함하여 대한민국 제9대 국회 의원은 모두 219명이다.

## 경과

### 선거방식
유신헌법에 따라 국회의원 1/3을 대통령이 임명하고, 1선거구에서 2인씩 선출하는 중선거구제로 하여 전국을 73개 선거구로 나누고, 국회의원 정수는 선거구 선출 146명, 의원정수의 1/3인 통일주체국민회의 선출 73명으로 모두 219명으로 하였다. 유신 정권은 또한 여촌야도라는 전통적인 선거경향에서 승리가 어렵다고 판단하여 도시선거구를 45개에서 17개로 줄이고, 농촌선거구를 도시선거구와 통합시키는 게리맨더링 선거구를 확정하기도 하였다.

### 입후보
지역구에 339명으로 평균경쟁률 2.3:1의 비교적 저조한 경쟁률을 나타냈다. 저조한 경쟁률의 원인은 유신정권으로 정치적 자유가 위축되고 출마 자체도 자유롭지 못한 상황 때문이었다.

### 선거운동
야당인 신민당은 유신 정권의 영향으로 제 목소리를 내지 못했다. ‘민주 헌정의 지향’, ‘불법 부당한 침해로부터의 민권 보장’ 같이 극히 추상적인 공약들이 신민당이 낼 수 있는 목소리 강도의 상한선이었다.

### 선거
투표율은 72.9%로 제8대보다 0.3% 낮았으며, 이는 역대 선거에 비하면 비교적 낮은 편이었다.

### 선거결과
민주공화당은 집권당의 위력과 중선거구제의 수혜를받아 지역구 의원정수의 50%에 해당하는 73명을 확보했다. 신민당이 52명으로 35.6%를 민주통일당이 2명으로 1.4%를, 그리고 무소속이 19명으로 13.0%였다. 정당별 지역구득표율에 있어서는 민주공화당의 득표총수가 유효투표총수의 38.7%로 73명의 당선자를 내었고, 이는 의원정수의 33.3%를 차지하는 것이지만, 대통령의 지명에 의하여 선출되는 유정회를 합치면 여당의 당선율은 66.7%에 이른다. 이어서 신민당이 32.5%로 의원정수의 23.7%에 해당하는 52석을 획득하였다. 민주통일당이 10.2%로 2명을 당선시켜 가장 저조하였다.

## 선거 정보
- 총유권자수 : 15,690,130명
- 대통령 : 박정희 (민주공화당)
- 의석정수 : 219석 (지역구 146석 ＋ 국민회의 73석)
- 선거제도 : 중선거구제 ＋ 간선제(유신정우회)
- 투표일 : 1973년 2월 27일 (국민회의의 선거일은 1973년 3월 7일 및 1976년 2월 16일)

## 투표율
- 전국 선거인수 15,690,830명 중 11,196,484명이 투표하여, 투표율은 71.4%를 기록하였다

|        | 서울   | 부산   | 경기   | 강원   | 충북   | 충남   | 전북   | 전남   | 경북   | 경남   | 제주   |
| ------ | ------ | ------ | ------ | ------ | ------ | ------ | ------ | ------ | ------ | ------ | ------ |
| 투표율 | 62.0 % | 70.3 % | 67.3 % | 80.7 % | 79.3 % | 75.4 % | 75.4 % | 75.7 % | 76.3 % | 66.9 % | 75.9 % |

## 선거 결과
| 정당                     | 정당              | 득표수     | %     | +/–    | 의석 | +/– |
| ------------------------ | ----------------- | ---------- | ----- | ------ | ---- | --- |
|                          | 민주공화당        | 4,251,754  | 38.68 | –10.09 | 73   | –40 |
|                          | 신민당            | 3,577,300  | 32.55 | –11.83 | 52   | –37 |
|                          | 민주통일당        | 1,114,204  | 10.14 | +10.14 | 2    | +2  |
|                          | 무소속            | 2,048,178  | 18.63 | +18.63 | 19   | +19 |
|                          | 유신정우회        |            |       |        | 73   | +73 |
| 기권/무효                | 기권/무효         | 205,048    |       |        |      |     |
| 합계                     | 합계              | 11,196,484 | 100   | 0      | 219  | +15 |
| 등록유권자/투표율        | 등록유권자/투표율 | 15,690,130 | 72.9  |        |      |     |
| 출처: 중앙선거관리위원회 |                   |            |       |        |      |     |

### 지역별 지역구 의원 수
| 지역       | 민주공화당 | 신민당 | 민주통일당 | 무소속 | 합계 |
| ---------- | ---------- | ------ | ---------- | ------ | ---- |
| 서울특별시 | 7          | 8      | -          | 1      | 16   |
| 경기도     | 9          | 6      | -          | 1      | 16   |
| 강원도     | 5          | 3      | -          | 2      | 10   |
| 충청남도   | 6          | 6      | -          | 2      | 14   |
| 충청북도   | 5          | 2      | -          | 1      | 8    |
| 전라남도   | 10         | 6      | 2          | 2      | 20   |
| 전라북도   | 4          | 4      | -          | 4      | 12   |
| 부산시     | 4          | 4      | -          | -      | 8    |
| 경상남도   | 10         | 8      | -          | -      | 18   |
| 경상북도   | 12         | 5      | -          | 5      | 22   |
| 제주도     | 1          | -      | -          | 1      | 2    |
| 합계       | 73         | 52     | 2          | 19     | 146  |

## 대통령 추천제 국회의원 선출

### 제1기 대통령 추천제 국회의원 선출
1973년 3월 7일, 통일주체국민회의 대의원들은 박정희 대통령이 추천한 국회의원 73명과 예비후보 14명을 찬반투표를 통해 선출하였다. 출석 대의원 수는 2,354명이었으므로 통과에는 과반인 1,178표가 필요했다.
|      | 찬성  | 반대 | 무효 | 투표수 | 불참 | 재적 대의원수 |
| ---- | ----- | ---- | ---- | ------ | ---- | ------------- |
| 서울 | 229   | 2    | 0    | 301    | 2    | 303           |
| 부산 | 95    | 7    | 1    | 103    | 1    | 104           |
| 경기 | 274   | 4    | 2    | 280    | 0    | 280           |
| 강원 | 135   | 10   | 0    | 145    | 0    | 145           |
| 충북 | 125   | 2    | 0    | 127    | 0    | 127           |
| 충남 | 226   | 5    | 0    | 231    | 0    | 231           |
| 전북 | 187   | 10   | 3    | 200    | 0    | 200           |
| 전남 | 297   | 11   | 3    | 311    | 1    | 312           |
| 경북 | 335   | 13   | 5    | 353    | 1    | 354           |
| 경남 | 253   | 18   | 7    | 278    | 0    | 278           |
| 제주 | 25    | 0    | 0    | 25     | 0    | 25            |
| 합계 | 2,251 | 82   | 21   | 2,354  | 5    | 2,359         |

대통령 추천제 의원 당선자 73명 중 18명은 공화당 당적자, 2명은 신민당 당적자, 53명은 무당적자였다. 그러나 당적 보유 당선자들은 모두 개원 전체 소속 정당을 탈당하고 유신정우회에 가입하였다.

### 제2기 대통령 추천제 국회의원 선출
1976년 2월 16일, 통일주체국민회의는 박정희 대통령이 추천한 국회의원 73명과 예비후보 5명을 두고 찬반투표를 진행, 압도적인 찬성으로 통과시켰다. 출석 대의원 수는 2,289명이었으므로 통과에는 1,145표가 필요했다.
|      | 찬성  | 반대 | 무효 | 투표수 | 불참 | 재적 대의원수 |
| ---- | ----- | ---- | ---- | ------ | ---- | ------------- |
| 서울 | 287   | 0    | 2    | 289    | 3    | 292           |
| 부산 | 99    | 1    | 1    | 101    | 0    | 101           |
| 경기 | 269   | 0    | 1    | 270    | 2    | 272           |
| 강원 | 142   | 0    | 0    | 142    | 1    | 143           |
| 충북 | 122   | 0    | 0    | 122    | 0    | 122           |
| 충남 | 219   | 0    | 2    | 221    | 1    | 222           |
| 전북 | 196   | 0    | 0    | 196    | 2    | 198           |
| 전남 | 301   | 2    | 0    | 303    | 2    | 305           |
| 경북 | 348   | 1    | 0    | 349    | 1    | 350           |
| 경남 | 267   | 4    | 1    | 272    | 2    | 274           |
| 제주 | 24    | 0    | 0    | 24     | 0    | 24            |
| 합계 | 2,274 | 8    | 7    | 2,289  | 14   | 2,303         |

## 당선자

### 지역구
민주공화당 
 신민당 
 민주통일당 
 무소속 

| 시·도      | 선거구 / 당선자                    | 선거구 / 당선자                    | 선거구 / 당선자               | 선거구 / 당선자               | 선거구 / 당선자             | 선거구 / 당선자             | 선거구 / 당선자             | 선거구 / 당선자             |
| 서울특별시 | 종로구·중구                        | 종로구·중구                        | 동대문구                      | 동대문구                      | 성동구                      | 성동구                      | 성북구                      | 성북구                      |
| ---------- | ---------------------------------- | ---------------------------------- | ----------------------------- | ----------------------------- | --------------------------- | --------------------------- | --------------------------- | --------------------------- |
| 서울특별시 | 장기영                             | 정일형                             | 강상욱                        | 송원영                        | 민병기                      | 정운갑                      | 고흥문                      | 정래혁                      |
| 서울특별시 |                                    |                                    |                               |                               |                             |                             |                             |                             |
| 서울특별시 | 서대문구                           | 서대문구                           | 마포구·용산구                 | 마포구·용산구                 | 영등포구 갑                 | 영등포구 갑                 | 영등포구 을                 | 영등포구 을                 |
| 서울특별시 | 김재광                             | 오유방                             | 김원만                        | 노승환                        | 김수한                      | 정희섭                      | 박한상                      | 강병규                      |
| 서울특별시 |                                    |                                    |                               |                               |                             |                             |                             |                             |
| 부산시     | 중구·영도구                        | 중구·영도구                        | 서구·동구                     | 서구·동구                     | 부산진구                    | 부산진구                    | 동래구                      | 동래구                      |
| 부산시     | 김상진                             | 신기석                             | 김영삼                        | 박찬종                        | 정해영                      | 김임식                      | 양찬우                      | 이기택                      |
| 부산시     |                                    |                                    |                               |                               |                             |                             |                             |                             |
| 경기도     | 인천시                             | 인천시                             | 수원시·화성군                 | 수원시·화성군                 | 의정부시·양주군·파주군      | 의정부시·양주군·파주군      | 이천군·광주군·여주군        | 이천군·광주군·여주군        |
| 경기도     | 김은하                             | 유승원                             | 이병희                        | 김형일                        | 박명근                      | 이진용                      | 차지철                      | 오세응                      |
| 경기도     |                                    |                                    |                               |                               |                             |                             |                             |                             |
| 경기도     | 평택군·용인군·안성군               | 평택군·용인군·안성군               | 시흥군·부천군·옹진군          | 시흥군·부천군·옹진군          | 고양군·김포군·강화군        | 고양군·김포군·강화군        | 연천군·포천군·가평군·양평군 | 연천군·포천군·가평군·양평군 |
| 경기도     | 유치송                             | 서상린                             | 이택돈                        | 오학진                        | 김재춘                      | 김유탁                      | 김용채                      | 천명기                      |
| 경기도     |                                    |                                    |                               |                               |                             |                             |                             |                             |
| 강원도     | 춘천시·춘성군·철원군·화천군·양구군 | 춘천시·춘성군·철원군·화천군·양구군 | 원주시·원성군·홍천군·횡성군   | 원주시·원성군·홍천군·횡성군   | 강릉시·명주군·삼척군        | 강릉시·명주군·삼척군        | 속초시·양양군·인제군·고성군 | 속초시·양양군·인제군·고성군 |
| 강원도     | 손승덕                             | 홍창섭                             | 박영록                        | 김용호                        | 김효영                      | 김명윤                      | 정일권                      | 김인기                      |
| 강원도     |                                    |                                    |                               |                               |                             |                             |                             |                             |
| 강원도     | 영월군·평창군·정선군               |                                    |                               |                               |                             |                             |                             |                             |
| 강원도     | 엄영달                             | 장승태                             |                               |                               |                             |                             |                             |                             |
| 강원도     |                                    |                                    |                               |                               |                             |                             |                             |                             |
| 충청북도   | 청주시·청원군                      | 청주시·청원군                      | 충주시·중원군·제천군·단양군   | 충주시·중원군·제천군·단양군   | 보은군·옥천군·영동군        | 보은군·옥천군·영동군        | 진천군·괴산군·음성군        | 진천군·괴산군·음성군        |
| 충청북도   | 민기식                             | 이민우                             | 이종근                        | 이해원                        | 육인수                      | 이용희                      | 이충환                      | 김원태                      |
| 충청북도   |                                    |                                    |                               |                               |                             |                             |                             |                             |
| 충청남도   | 대전시                             | 대전시                             | 천안시·천원군·아산군          | 천안시·천원군·아산군          | 금산군·대덕군·연기군        | 금산군·대덕군·연기군        | 논산군·공주군               | 논산군·공주군               |
| 충청남도   | 김용태                             | 임호                               | 김종철                        | 황명수                        | 유진산                      | 김제원                      | 박찬                        | 이병주                      |
| 충청남도   |                                    |                                    |                               |                               |                             |                             |                             |                             |
| 충청남도   | 부여군·서천군·보령군               | 부여군·서천군·보령군               | 청양군·홍성군·예산군          | 청양군·홍성군·예산군          | 서산군·당진군               | 서산군·당진군               |                             |                             |
| 충청남도   | 김옥선                             | 김종익                             | 장영순                        | 한건수                        | 한영수                      | 유제연                      |                             |                             |
| 충청남도   |                                    |                                    |                               |                               |                             |                             |                             |                             |
| 전라북도   | 전주시·완주군                      | 전주시·완주군                      | 군산시·옥구군·이리시·익산군   | 군산시·옥구군·이리시·익산군   | 진안군·무주군·장수군        | 진안군·무주군·장수군        | 임실군·남원군·순창군        | 임실군·남원군·순창군        |
| 전라북도   | 이철승                             | 유기정                             | 채영철                        | 김현기                        | 최성석                      | 김광수                      | 손주항                      | 양해준                      |
| 전라북도   |                                    |                                    |                               |                               |                             |                             |                             |                             |
| 전라북도   | 정읍군·김제군                      | 정읍군·김제군                      | 고창군·부안군                 | 고창군·부안군                 |                             |                             |                             |                             |
| 전라북도   | 김택하                             | 장경순                             | 이병옥                        | 진의종                        |                             |                             |                             |                             |
| 전라북도   |                                    |                                    |                               |                               |                             |                             |                             |                             |
| 전라남도   | 광주시                             | 광주시                             | 목포시·무안군·신안군          | 목포시·무안군·신안군          | 여수시·여천군·광양군        | 여수시·여천군·광양군        | 순천시·구례군·승주군        | 순천시·구례군·승주군        |
| 전라남도   | 김녹영                             | 박철                               | 강기천                        | 김경인                        | 박병효                      | 김상영                      | 박삼철                      | 강길만                      |
| 전라남도   |                                    |                                    |                               |                               |                             |                             |                             |                             |
| 전라남도   | 나주군·광산군                      | 나주군·광산군                      | 담양군·곡성군·화순군          | 담양군·곡성군·화순군          | 고흥군·보성군               | 고흥군·보성군               | 장흥군·강진군·영암군·완도군 | 장흥군·강진군·영암군·완도군 |
| 전라남도   | 임인채                             | 김윤덕                             | 문형태                        | 고재청                        | 신형식                      | 이중재                      | 길전식                      | 황호동                      |
| 전라남도   |                                    |                                    |                               |                               |                             |                             |                             |                             |
| 전라남도   | 해남군·진도군                      | 해남군·진도군                      | 영광군·함평군·장성군          | 영광군·함평군·장성군          |                             |                             |                             |                             |
| 전라남도   | 임충식                             | 박귀수                             | 윤인식                        | 이진연                        |                             |                             |                             |                             |
| 전라남도   |                                    |                                    |                               |                               |                             |                             |                             |                             |
| 경상북도   | 대구시 중구·서구·북구              | 대구시 중구·서구·북구              | 대구시 동구·남구              | 대구시 동구·남구              | 포항시·영일군·울릉군·영천군 | 포항시·영일군·울릉군·영천군 | 경주시·월성군·청도군        | 경주시·월성군·청도군        |
| 경상북도   | 박찬                               | 한병채                             | 이효상                        | 신도환                        | 정무식                      | 권오태                      | 박숙현                      | 이영표                      |
| 경상북도   |                                    |                                    |                               |                               |                             |                             |                             |                             |
| 경상북도   | 김천시·금릉군·상주군               | 김천시·금릉군·상주군               | 안동시·안동군·의성군          | 안동시·안동군·의성군          | 달성군·경산군·고령군        | 달성군·경산군·고령군        | 군위군·성주군·선산군·칠곡군 | 군위군·성주군·선산군·칠곡군 |
| 경상북도   | 김윤하                             | 백남억                             | 김상년                        | 박해충                        | 박준규                      | 박주현                      | 신현확                      | 김창환                      |
| 경상북도   |                                    |                                    |                               |                               |                             |                             |                             |                             |
| 경상북도   | 영덕군·청송군·울진군               | 영덕군·청송군·울진군               | 영양군·영주군·봉화군          | 영양군·영주군·봉화군          | 문경군·예천군               | 문경군·예천군               |                             |                             |
| 경상북도   | 문태준                             | 오준석                             | 박용만                        | 권성기                        | 채문식                      | 황재홍                      |                             |                             |
| 경상북도   |                                    |                                    |                               |                               |                             |                             |                             |                             |
| 경상남도   | 마산시·진해시·창원군               | 마산시·진해시·창원군               | 진주시·삼천포시·진양군·사천군 | 진주시·삼천포시·진양군·사천군 | 충무시·통영군·거제군·고성군 | 충무시·통영군·거제군·고성군 | 울산시·울주군·동래군        | 울산시·울주군·동래군        |
| 경상남도   | 이도환                             | 황낙주                             | 최세경                        | 정헌주                        | 김주인                      | 최재구                      | 김원규                      | 최형우                      |
| 경상남도   |                                    |                                    |                               |                               |                             |                             |                             |                             |
| 경상남도   | 의령군·함안군·합천군               | 의령군·함안군·합천군               | 밀양군·창녕군                 | 밀양군·창녕군                 | 양산군·김해군               | 양산군·김해군               | 남해군·하동군               | 남해군·하동군               |
| 경상남도   | 이상철                             | 이상신                             | 박일                          | 성낙현                        | 신상우                      | 김영병                      | 신동관                      | 문부식                      |
| 경상남도   |                                    |                                    |                               |                               |                             |                             |                             |                             |
| 경상남도   | 산청군·함양군·거창군               |                                    |                               |                               |                             |                             |                             |                             |
| 경상남도   | 정우식                             | 김동영                             |                               |                               |                             |                             |                             |                             |
| 경상남도   |                                    |                                    |                               |                               |                             |                             |                             |                             |
| 제주도     | 제주시·북제주군·남제주군           | 제주시·북제주군·남제주군           |                               |                               |                             |                             |                             |                             |
| 제주도     | 홍병철                             | 양정규                             |                               |                               |                             |                             |                             |                             |

### 통일주체국민회의 선출
- 유신정우회 소속

#### 전반기
- 임기: 1973년 3월 12일~1976년 3월 11일

| 1-10  | 갈봉근 | 강문봉 | 강문용 | 고재필 | 구범모 | 구임회 | 구태회 | 권갑주 | 권일   | 권효섭 |
| 11-20 | 김기형 | 김동욱 | 김명회 | 김봉환 | 김삼봉 | 김성두 | 김성락 | 김성주 | 김세련 | 김영도 |
| 21-30 | 김옥자 | 김용성 | 김재규 | 김재순 | 김종필 | 김진만 | 김진봉 | 김창규 | 김태규 | 노진환 |
| 31-40 | 문태갑 | 민병권 | 박정자 | 백두진 | 서병균 | 서영희 | 서인석 | 송호림 | 안종열 | 안춘생 |
| 41-50 | 엄경섭 | 오정근 | 오주환 | 유민상 | 윤태일 | 이도선 | 이범준 | 이성가 | 이숙종 | 이영근 |
| 51-60 | 이종식 | 이진희 | 이해랑 | 임삼   | 장동식 | 장준한 | 장창국 | 전재구 | 정광호 | 정복향 |
| 61-70 | 정재호 | 주영관 | 지종걸 | 최영철 | 최영희 | 최용수 | 한태연 | 함명수 | 함재훈 | 함종빈 |
| 71-73 | 허무인 | 현오봉 | 황창주 |        |        |        |        |        |        |        |

#### 후반기
- 임기: 1976년 3월 12일~1979년 3월 11일

| 1-10  | 갈봉근 | 강문봉 | 강문용 | 고재필 | 구범모 | 구태회 | 권갑주 | 권일   | 권중동 | 권효섭 |
| 11-20 | 김기형 | 김도창 | 김동성 | 김명회 | 김삼봉 | 김성용 | 김세련 | 김세배 | 김신   | 김영도 |
| 21-30 | 김용성 | 김익준 | 김종필 | 김진복 | 김진봉 | 김창규 | 김충수 | 남상돈 | 노진환 | 문태갑 |
| 31-40 | 민병권 | 박동묘 | 박정자 | 박찬현 | 백두진 | 백영훈 | 서영희 | 서인석 | 송호림 | 송효순 |
| 41-50 | 신광순 | 신범식 | 신상초 | 안종열 | 안춘생 | 오정근 | 윤여훈 | 윤주영 | 윤태일 | 이도선 |
| 51-60 | 이범준 | 이성근 | 이숙종 | 이승복 | 이승윤 | 이영근 | 이정식 | 이종식 | 이종찬 | 이진희 |
| 61-70 | 장동식 | 전부일 | 전재구 | 정일영 | 정재호 | 주영관 | 지종걸 | 최영철 | 최영희 | 최우근 |
| 71-73 | 한태연 | 함명수 | 현오봉 |        |        |        |        |        |        |        |

## 참고 자료
- 국회의원선거법(폐지제정 1972.12.30 법률 제2404호)
- 중앙선거관리위원회 역대선거정보시스템 보관됨 2012-09-03 - archive.today